# Uniform Code of Military Justice
Uniform Code of Military Justice, förkortat UCMJ, (fritt översatt lagen om enhetlig militär rättsskipning) är namnet på den rättsordning och strafflag som gäller för personal inom den amerikanska militären. Beteckningen "Uniform" i namnet åsyftar att den gäller för samtliga vapenslag. Innan UCMJ infördes 1951 fanns det särskilda lagar för armén och flygvapnet (Articles of War) respektive flottan och marinkåren (Articles for the Government of the Navy). UCMJ återfinns i sin helhet i titel 10 U.S. Code kapitel 47 §§ 801-946. Paragraferna benämns som artiklar och exempelvis kallas 10 U.S.C. § 815 som berör icke-juridiska disciplinåtgärder i militärjuridiska sammanhang kort och gott för artikel 15.
Vilka som omfattas av UCMJ framgår i dess andra artikel. Även civilpersoner som saknar anställningsmässig koppling till det amerikanska försvaret och som medföljer amerikanska soldater i fält, till exempel journalister, kan omfattas av UCMJ. En avgörande skillnad jämfört med det civila rättsväsendet i USA (både i delstatlig och i federal domstol) är att det inte är några oberoende åklagare eller åtalsjury som väcker åtal, utan det är ansvarigt befäl som sammankallar till krigsrätt. 
Det finns tre olika sorters krigsrätt: summary courts-martial, special courts-martial samt general courts-martial. I artiklarna 22, 23 & 24 framgår det vilka befäl som har befogenhet att sammankalla till de olika formerna. Presidenten, försvarsministern, arméministern, marinministern, flygvapenministern samt inrikessäkerhetsministern (för kustbevakningen) är de enda civila befattningshavarna med befogenhet att sammankalla till krigsrätt. Det militära rättssystemet i USA är i hög grad decentraliserat.
Dödsstraff kan enbart utdömas vid en general courts-martial som motsvarar en rättegång i civil domstol, och måste godkännas av presidenten innan verkställandet äger rum.
Det finns en särskild appellationsdomstol för de väpnade styrkorna, United States Court of Appeals for the Armed Forces, bestående av civila domare som utnämns likt andra federala domare av presidenten med senatens råd och samtycke.

## Brottskatalog
I artiklarna 77 t.o.m. 134 uppräknas de olika brotten samt ifall dödsstraff kan utmätas. 
| Sektion | Artikel | Beskrivning                                                                                              |
| ------- | ------- | --- |
| § 877   | 77      | Tilltalad                                                                                                |
| § 878   | 78      | Medverkan efter brottets begående                                                                        |
| § 879   | 79      | Fällande dom för inbegripelse av lindrigare förseelse                                                    |
| § 880   | 80      | Försök                                                                                                   |
| § 881   | 81      | Sammansvärjning                                                                                          |
| § 882   | 82      | Anropning                                                                                                |
| § 883   | 83      | Bedräglig värvning, utnämning, eller avsked                                                              |
| § 884   | 84      | Otillåten värvning, utnämning, eller avsked                                                              |
| § 885   | 85      | Desertering                                                                                              |
| § 886   | 86      | Frånvarande utan giltigt förfall                                                                         |
| § 887   | 87      | Frånvaro vid förflyttning                                                                                |
| § 888   | 88      | Ringaktning gentemot befattningshavare                                                                   |
| § 889   | 89      | Respektlöshet mot överordnad officerare                                                                  |
| § 890   | 90      | Överfall eller med berått mod olydnad av överordnad officerare                                           |
| § 891   | 91      | Olydigt uppträdande gentemot specialistofficer eller underofficer.                                       |
| § 892   | 92      | Underlåtenhet att följa order eller reglemente.                                                          |
| § 893   | 93      | Grymhet och omild behandling                                                                             |
| § 894   | 94      | Myteri eller uppvigling                                                                                  |
| § 895   | 95      | Motstånd, smitning, arrestbrytning, samt rymning                                                         |
| § 896   | 96      | Obehörig frigivning av fånge                                                                             |
| § 897   | 97      | Otillåten internering                                                                                    |
| § 898   | 98      | Ej i överensstämmelse med procedurregler                                                                 |
| § 899   | 99      | Opassande uppförande inför fienden                                                                       |
| § 900   | 100     | Underordnad som kräver kapitulation                                                                      |
| § 901   | 101     | Olämplig kontrasignering                                                                                 |
| § 902   | 102     | Kringgående av skyddsåtgärd                                                                              |
| § 903   | 103     | Uppbringad eller övergiven egendom                                                                       |
| § 904   | 104     | Understödjande av fienden                                                                                |
| § 905   | 105     | Olämpligt uppträdande som fånge                                                                          |
| § 906   | 106     | Spioner                                                                                                  |
| § 906a  | 106a    | Spioneri                                                                                                 |
| § 907   | 107     | Framställning av falskt sakförhållande                                                                   |
| § 908   | 108     | Förenta Staternas militära egendom - förlust, skada, tillintetgörelse, eller felaktigt förfogande        |
| § 909   | 109     | Annan egendom förutom Förenta Staternas militära egendom - Ödeläggelse, krigsbyte eller tillintetgörande |
| § 910   | 110     | Olämpligt risktagande med farkost                                                                        |
| § 911   | 111     | Berusat eller likgiltigt handhavande av fordon, luftfartyg, eller farkost                                |
| § 912   | 112     | Berusning i tjänsten                                                                                     |
| § 912a  | 112a    | Felaktigt bruk, innehav, etc., av otillåtet preparat                                                     |
| § 913   | 113     | Dåligt uppträdande av vaktpost                                                                           |
| § 914   | 114     | Duellering                                                                                               |
| § 915   | 115     | Simulering                                                                                               |
| § 916   | 116     | Upplopp eller ordningsstöring                                                                            |
| § 917   | 117     | Provokatoriska tal eller gester                                                                          |
| § 918   | 118     | Mord |
| § 919   | 119     | Dråp |
| § 919   | 119a    | Död eller skada på ett ofött barn                                                                        |
| § 920   | 120     | Våldtäkt, sexuellt överfall, och annat olämpligt sexuellt uppförande                                     |
| § 920a  | 120a    | Förföljelse                                                                                              |
| § 921   | 121     | Stöld och felaktigt beslagtagande                                                                        |
| § 922   | 122     | Rån |
| § 923   | 123     | Förfalskning                                                                                             |
| § 923a  | 123a    | Tillverkning, trassering, eller att ge ifrån sig check, postväxel, eller utbetalningsorder utan täckning |
| § 924   | 124     | Lemlästning                                                                                              |
| § 925   | 125     | Sodomi                                                                                                   |
| § 926   | 126     | Mordbrand                                                                                                |
| § 927   | 127     | Utpressning                                                                                              |
| § 928   | 128     | Överfall                                                                                                 |
| § 929   | 129     | Inbrottsstöld                                                                                            |
| § 930   | 130     | Inbrott                                                                                                  |
| § 931   | 131     | Mened |
| § 932   | 132     | Bedrägeri gentemot Förenta Staterna                                                                      |
| § 933   | 133     | Uppträdande opassande för en officer och gentleman                                                       |
| § 934   | 134     | Allmän artikel                                                                                           |